# Ammi Moussa
Ammi Moussa è un comune dell'Algeria, situato nella provincia di Relizane.